# 尤泓斐
尤泓斐（1971年3月18日—），中国女高音歌唱家，一级演员。中国音乐家协会会员。

## 生平
1971年生于黑龙江省呼兰县康金井镇，父母为镇里学校的教师。她在9岁时通过层层选拔，参加全镇的文艺汇演。18岁时在哈尔滨师范大学跟随余年凤老师学习声乐。1996年毕业于北京中国音乐学院歌剧系，同年通过考试选拔进入中央歌剧院，成为一名歌剧演员。2006年10月，在北京音乐厅举办第一场个人演唱会。2006年、2007年参加中央电视台一套“春节联欢晚会”，分别以《春之声圆舞曲》和《爱的奉献》为晚会压轴。
2012年4月1日，尤泓斐有幸成为世界三大男高音之一何塞·卡雷拉斯北京人民大会堂独唱音乐会助唱嘉宾。2012年8月23日，为北京中国剧院“光荣绽放——十大女高音歌唱家音乐会”的十位女高音之一。
2014年10月，被北京大学百周年纪念讲堂授予“荣誉艺术家”称号。2018年10月至2019年，以访问学者的身份赴意大利学习。在2019冠状病毒病疫情肆虐全球之时，尤泓斐参与了中意两国线上音乐电视《在一起》的演唱。

## 主要演出

### 歌剧
| 歌剧名称           | 作曲/制作            | 饰演角色   | 演出年份 |
| ------------------ | -------------------- | ---------- | -------- |
| 《茶花女》         | 朱塞佩·威尔第        | 薇奥列塔   | 1999年   |
| 《遊唱詩人》       | 朱塞佩·威尔第        | 莱奥诺拉   | 1999年   |
| 《坎迪德》         | 伦纳德·伯恩斯坦      | 菊内贡     | 2005年   |
| 《艺术家的生涯》   | 贾科莫·普契尼        | 缪塞塔     | 2005年   |
| 《货郎与小姐》     | 于澤爾·哈策貝育夫    | 居里乔赫拉 | 2009年   |
| 《夜宴》           | 郭文景               | 红珠       | 2000年   |
| 《羽娘》           | 沈阳军区前进歌舞团   | 羽娘       | 2001年   |
| 《狂人日记》       | 郭文景               | 村姑       | 2003年   |
| 《杜十娘》         | 中央歌剧院           | 杜十娘     | 2006年   |
| 《木雕的传说》     | 中央民族大学         | 娜拉       | 2007年   |
| 《望夫云》         | 郑律成               | 阿馨       | 2007年   |
| 《再别康桥》       | 陈蔚/周雪石          | 林徽因     | 2008年   |
| 《白毛女》         | 严金萱               | 喜儿       | 2009年   |
| 《一路寻找》       | 中国武警政治部文工团 | 赵颖       | 2009年   |
| 《悲怆的黎明》     | 孔远                 | 林梅       | 2011年   |
| 《辛亥风云》       | 中央歌剧院           | 阿莲       | 2011年   |
| 《我的母亲叫太行》 | 中央歌剧院           | 石春兰     | 2015年   |
| 《北川兰辉》       | 中央歌剧院           | 兰辉的妻子 | 2016年   |

### 演唱会
| 日期           | 演出名称                                       | 演出地点                 |
| -------------- | ---------------------------------------------- | ------------------------ |
| 2006年10月29日 | 让我靠近你——尤泓斐2006北京独唱音乐会           | 北京音乐厅               |
| 2007年5月18日  | 让我靠近你——尤泓斐2007深圳独唱音乐会           | 深圳音乐厅               |
| 2008年12月18日 | 蓝调晚妆——尤泓斐2008音乐聚会                   | 北京展览馆剧场           |
| 2012年8月      | 从白毛女到茶花女——哈尔滨之夏独唱音乐会         | 哈尔滨                   |
| 2019年9月26日  | 我和我的祖国——女高音歌唱家尤泓斐米兰独唱音乐会 | 意大利米兰奥斯塔公爵广场 |

## 荣誉
| 年份   | 活动                                   | 奖项           |
| ------ | -------------------------------------- | -------------- |
| 1999年 | 朝鲜平壤“四月之春”国际艺术节           | 个人演唱金奖   |
| 2000年 | 中国首届全国艺术歌曲比赛（文化部举办） | 二等奖         |
| 2004年 | 朝鲜平壤“四月之春”国际艺术节           | 个人演唱金奖   |
| 2005年 | 文化部中直院团中青年演员考核           | 第一名         |
| 2008年 | 第六届中国金唱片奖                     | 美声类女演员奖 |